# Крассула шелковистая
Крассула шелковистая (лат. Crassula sericea) — вид суккулентных растений рода Толстянка (Crassula) семейства Толстянковые (Crassulaceae), естественно произрастающий на территории Намибии и Капской провинции Южно-Африканской Республики.

## Название
Родовое латинское название Crassula происходит от латинского слова crassus, — «толстый», в основном из-за присутствия у растений этого рода сочных листьев.
Видовой эпитет sericea на латыни означает «шелковистый» и указывает на густые шелковистые волоски на листьях этого вида.

## Ботаническое описание
Многолетний кустарник с прямостоячими ветвями высотой 50-200 мм, у основания деревянистый с отслаивающейся корой. Листья сидячие, от обратно-ланцетных до обратно-яйцевидных, округлые и вздутые, но слегка сплющенные сверху, размером 10-35 х 6-35 мм, сероватые, густо-войлочные или сосочковые.
Цветки собраны в несколько широко расставленных плотных шаровидных головок на войлочном цветоносе длиной 40-100 мм, трубчатые, с лепестками длиной 3-4 мм, сросшимися внизу длиной 1 мм, с тупыми или острыми кончиками, от кремового до бледно-желтого цвета.

## Распространение и экология
Обитает на скалах, преимущественно на отвесных склонах высотой до 800 м, где растет в расщелинах с неглубокой почвой, преимущественно на кварцитовом песчанике. Растения растут группами и хорошо адаптированы к своей среде обитания. Серо-зеленые сочные листья, покрытые короткими раскидистыми волосками, адаптированы к сухой среде. Маленькие белые цветки опыляются насекомыми.

## Таксономия
Crassula sericea Schönland, первое упоминание в Bot. Jahrb. Syst. 45: 254 (1910).

### Синонимы
- Crassula dewinteri Friedrich
- Crassula klinghardtensis Schönland
- Crassula sericea var. sericea
- Crassula dewinteri Friedr.

### Разновидности
Подтвержденные разновидности в соответствии с данными сайта WFO Plant List на 2024 год:
- Crassula sericea var. hottentotta (Marloth & Schönland) Toelken, отличается от var. sericea более крепким строением и наличием круглых сосочков на стеблях и листьях. Ветви короткие и толстые, достигают длины до 11 см и диаметра 5 мм, с 8–10 парами плотных, раскидистых и очень сочных листьев; междоузлия 5–8 мм. Листья имеют пластинку от треугольной до треугольно-яйцевидной формы размером 20–30 х 13–20 мм, уплощенную и мясистую, толщиной до 7 мм; верхняя сторона плоская или слегка вогнутая, нижняя сторона килеватая. Соцветия тирсы прямостоячие, длиной 3–9,5 см, с плотными раскидистыми клубочковыми дихазиями диаметром 8–10 мм; цветонос длиной 2–5,5 см. Чашелистики яйцевидные, размером 1 мм, венчик 3 мм, тускло-желтые, трубчатые; лепестки продолговатые, около 2 мм, у основания сросшиеся. Время цветения: июнь – август[6].
- Crassula sericea var. velutina (Friedrich) Toelken, отличается от var. sericea: растения меньшего размера, от полегающих до прямостоячих, редко разветвленные, до 15 см высотой (включая соцветия). Ветви короткие, до 6,5 см длиной, с 8–10 парами восходящих листьев, междоузлия 5–10 мм. Листья от обратнояйцевидных до широкояйцевидных, размером 20–30 х 10–20 мм, уплощенные, мясистые, толщиной до 5 мм, верхняя сторона плоская или несколько вогнутая, нижняя сторона выпуклая, поверхность покрыта прямостоячими или раскидистыми густыми белыми волосками, кончик тупой. Соцветия прямостоячие тирсы до 10 х 9 см с распростертыми дихазиями, цветонос красноватый, 2–6 см. Чашелистики треугольные, 1 мм, венчик 3 мм, белые, трубчатые, лепестки продолговатые, около 2 мм, заостренные, отогнутые, без дорзальных придатков. Время цветения: сентябрь – ноябрь[7].